# العمود (حزم العدين)

تعديل مصدري - تعديل

العمود هي إحدى قرى عزلة الأبعون بمديرية حزم العدين التابعة لمحافظة إب، بلغ تعداد سكانها 1187 نسمة حسب تعداد اليمن لعام 2004.